# رغلاوية
الرغلاوية (الاسم العلمي: Atripliceae) هي قبيلة نباتية تتبع أسرة السرمقاوات من الفصيلة القطيفية.

## أجناسها
- الرغل
- الأكزيريس